# Niphargus talikadzei
Niphargus talikadzei is een vlokreeftensoort uit de familie van de Niphargidae. De wetenschappelijke naam van de soort is voor het eerst geldig gepubliceerd in 1974 door Giliarov, Lagidze, Levushkin & Talikadze.